# Monte Capanne
Monte Capanne (1019 m n. m.) je nejvyšší hora ostrova Elba ve Středozemním moři. Je součástí Itálie, provincie Livorno. Přes vrchol prochází hranice Tyrhénského moře a Ligurského moře.
Horský masiv je plutonického původu. Je vybudován z žulové horniny monzogranit, která je pomístně nazývána cote.
Na severních svazích rostou lesy jedlých kaštanů a nad nimi křovinaté porosty, zde zvané macchie. Jižní strana je skalnatá a téměř bez vegetace.

## Název
Hora byla poprvé zmíněna jako Mont le Cabanne roku 1791 na mapě ostrova Elba, kterou zpracoval francouzský kartograf Jean Joseph Tranchot. Poté ji roku 1802 jmenoval Monte Capanna francouzský zeměměřič Louis Puissant ve své zprávě o triangulaci na Elbě. Tentýž zeměměřič ustavil roku 1805 oficiální název Monte Capanne ve své knize Pojednání o geodézii.
Původ názvu není jasný. Může pocházet z pasteveckých přístřešků na horských úbočích, nebo od dvou chatrčí, které tam postavila rodina z městečka Marciana, aby unikla pirátům, či ligursko-etruského jazyka podobně jako Monte Matanna v Apuánských Alpách, případně z etruského označení pro chatu.

## Horský hřeben Catena del Monte Capanne
- Masso dell'Omo (532 m)
- Masso dell'Aquila (634 m)
- Monte Catino o Coppa al Nappo (682 m)
- Monte Giove (855 m)
- La Stretta (806 m)
- La Tabella (882 m)
- Monte di Cote (950 m)
- Passo di Bergo (sedlo)
- La Tavola (936 m)
- La Galera (969 m)
- Monte Capanne (1019 m)
- Monte Corto (949 m)
- Malpasso (sedlo)
- Le Filicaie (870 m)
- Le Calanche (905 m)
- Colle Popoino (783 m)
- Monte Maolo (749 m)
- Monte Perone (630 m)

## Turismus
Na vrchol vede šest turistických značených cest z městeček na úpatí hory. Nejobtížnější je lanem a železnými kramlemi zajištěná hřebenová trasa Via ferrata Monte Capanne, též zvaná La Galera nebo Sentiero 00.
Lanovka pod vrchol jezdí z města Marciana. Funguje od roku 1963. V roce 2005 byla rekonstruována. Má délku 1635 metrů a 55 košů pro dvě stojící osoby. Dolní stanice Pozzatello se nachází ve výšce 346 m n. m., horní stanice Torretta ve výšce 963 m n. m. Jízda trvá zhruba 18 minut.
Na horní stanici lanovky je v provozu restaurace a bar. Ani jeden z objektů neubytovává turisty.

## Zřícená letadla
Na jižním úbočí Monte Capanne došlo ke třem leteckým katastrofám. Během 2. světové války 4. dubna 1944 narazily do skalního hřebene dvě stíhačky Bell P-39 Airacobras z letectva Spojených států během meteorologického průzkumného letu. Oba piloti zahynuli. Civilní let letadla De Havilland DH.114 Heron na trase Řím–Janov zastihla 14. října 1960 bouře. Pilot se v ní neorientoval a narazil do hory. Zahynulo všech 7 cestujících a 4 členové posádky.

## Útok na rádio
Francouzská tajná služba zničila vysílače na vrcholu 14. srpna 1980. Čtyřmi výbušnými náložemi vyhodila do povětří komunikační zařízení, které využívala rozhlasová stanice Radio Corsica Libera, a také další infrastrukturu, kterou do té doby využívala státní italská energetická společnost ENI, toskánští hasiči, polostátní Banca d'Italia, finanční policie a italské soukromé rozhlasové stanice. Důvodem bylo, že Radio Corsica Libera bylo symbolem separatismu, krevní msty a terorismu na Korsice.

## Galerie

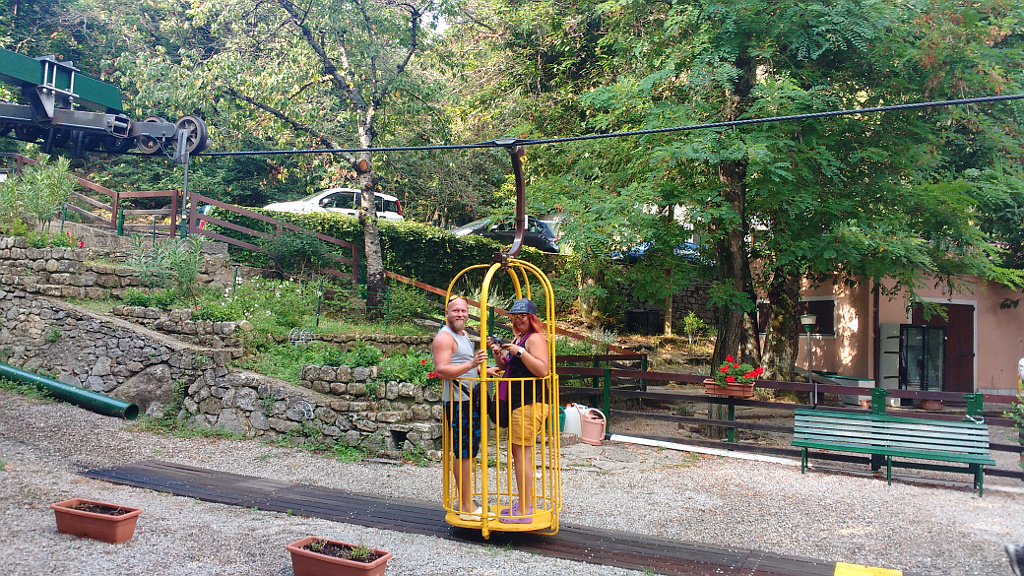
Lanovka Marciana – Monte Capanne
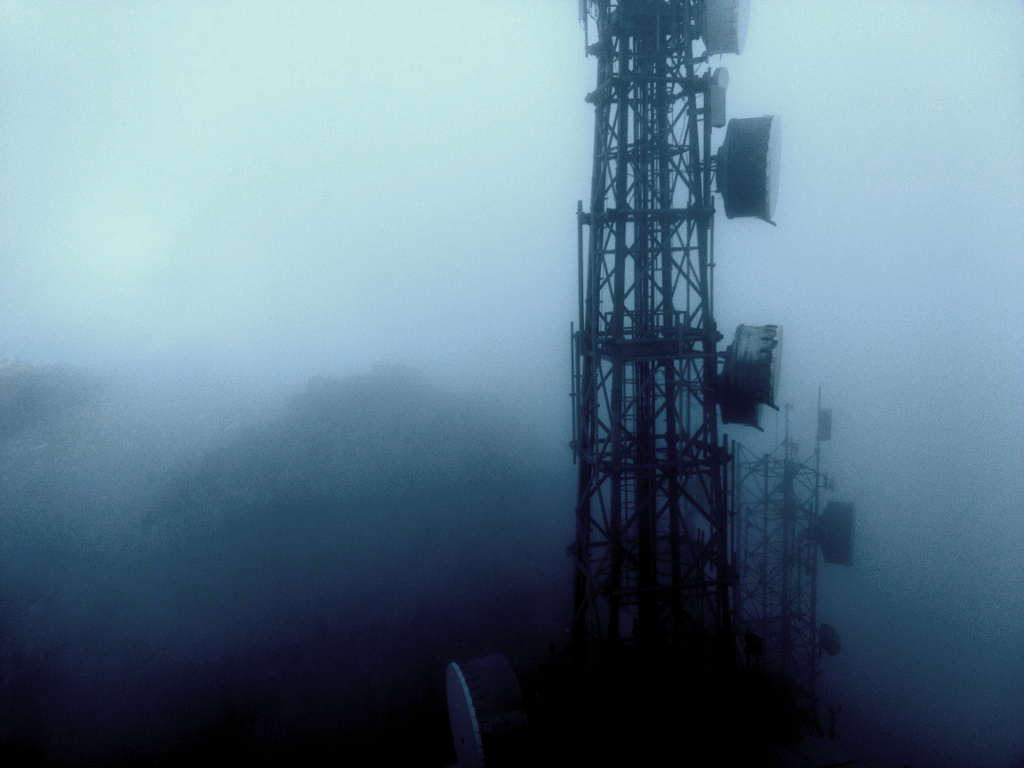
Telekomunikační zařízení na vrcholu
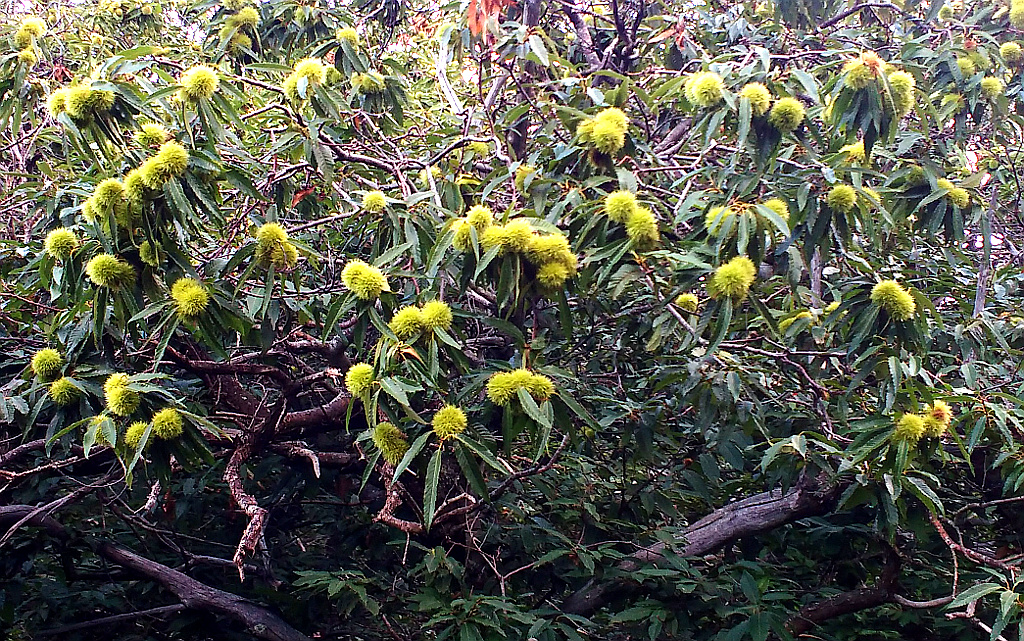
Jedlé kaštany rostou na severních svazích
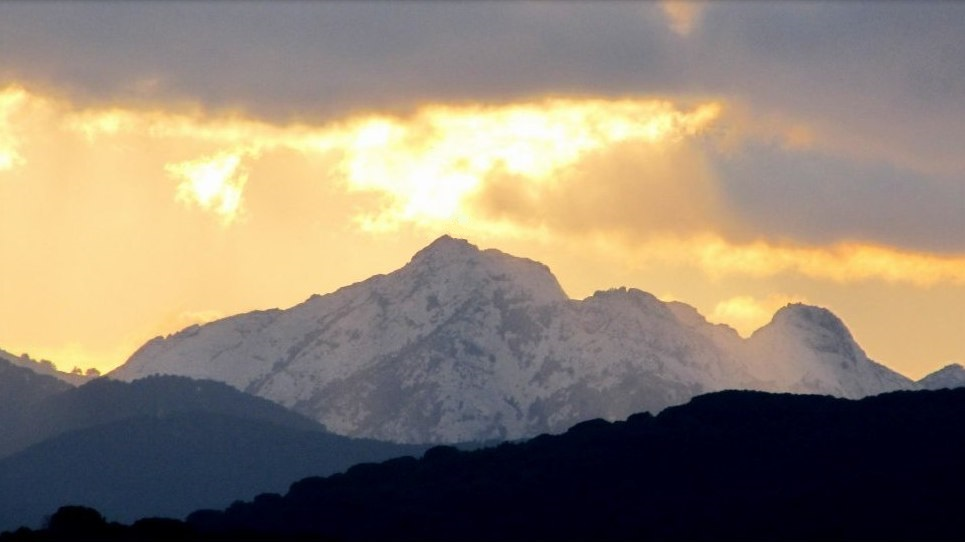
Monte Capanne
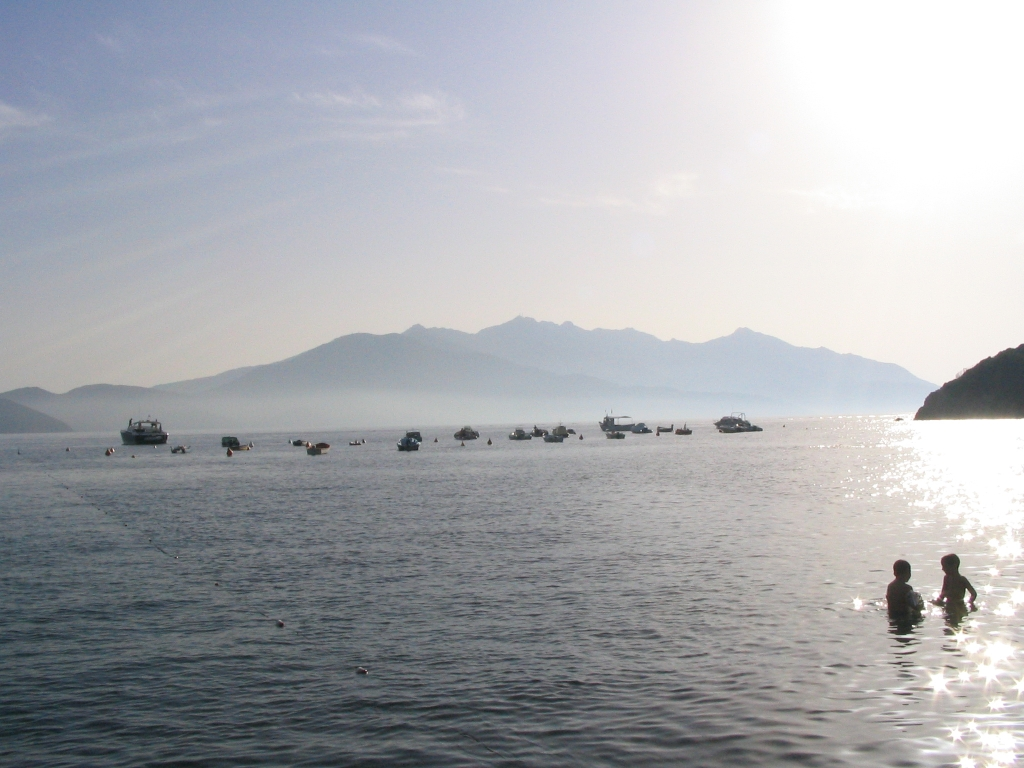
Monte Capanne při pohledu z moře